# 客途秋恨
客途秋恨，是南音的代表性曲目之一，寫於晚清，創作時期及原作者說法不一，經多年考證後後世較認同葉瑞伯為作者。唱詞是一名男子的自述，訴說他沒法與心儀妓女重聚的悲傷，在現代廣為人知的版本則交代了詞中男女為文人繆蓮仙與妓女麥秋娟。

## 流傳
客途秋恨是流傳最廣的南音曲目，在1920至1930年代非常熱門:117。南音中有客途秋恨與嘆五更並稱「雙璧」之說，粵調曲藝中亦有客途秋恨與粵謳弔秋喜並稱「雙絕」之說:63。

### 早期流傳情況與唱詞版本
客途秋恨分為上、下兩卷:285。此曲在現代廣為人知的版本，上卷起首句為「涼風有信，秋月無邊，虧我思嬌情緒好比渡日如年......」，隨後唱詞提及故事主角姓名繆蓮仙與麥秋娟，但據一些記載，該些內容並非出自此曲的最原始版本。香港學者李潔嫦（2000年）、廣東學者陳勇新（2009年）稱「涼風有信」起首的版本為新本或新版，稱未有該段的早期版本為古本、舊本或舊版。陳勇新指舊本全曲有1200多字，而新本則是「開頭加幾句交代繆蓮仙與麥秋娟關係的唱詞，就從原作上下卷抽出改編者認為與劇情相關的詞句，並刪去下卷的一大段，加個小尾巴作為結束。」:38,41-42而不論在舊本或新本，不少詞句細節上都出現多種版本。:284-285
據粵曲撰曲家王心帆，木魚書（唱本）《客途秋恨》最初由書坊五桂堂發行於光緒年間，為木刻版，唱詞起首為「孤舟岑寂晚涼天，斜倚蓬窗思悄然......」。後來另一書坊以文堂亦發行《客途秋恨》，此版本添加了「涼風有信......」在前，以文堂版本推出後受到歡迎，連帶五桂堂版本亦暢銷起來，五桂堂後亦按照以文堂版本再度印行。五桂堂堂主徐立軒認識王心帆，徐曾對王透露，以文堂堂主畢杏池懂得創作曲文，「涼風有信......」為其所加。至民國時期粵劇名伶白駒榮的演唱版本大受歡迎，唱片銷情極佳，一度斷市，此曲遂被改編為粵劇，開山版本（首演）由白駒榮飾演男主角繆蓮仙，但並不賣座，未能成為名劇。
掌故專家魯金則有另一種說法，他指「客途秋恨曲詞最早見於《粵海春秋》一書」:113。最初瞽師（失明藝人）演唱的版本為古本南音，以「孤舟愁寂，晚景涼天......」起首。1920年代知名瞽師鍾德在廣州、香港都曾演唱，其演繹使此曲「街知巷聞」後，黃少拔改編成同名粵劇，由白駒榮飾演繆蓮仙，起首的「涼風有信......」直到介紹男女主角姓名的唱詞，都是出自黃少拔的戲曲版本。後來戲曲版本的影響力壓過鍾德，成為主流，坊間出版的南音曲本亦多採用戲曲版本，連瞽師們亦開始演唱戲曲版本，古本漸不為人所知。:108-110
關於此曲的原作者，其中一個說法是葉瑞伯寫於道光年間，葉家後人葉觀棪在一篇相關信函中（1967年），為論證此曲是源自葉瑞伯的愛情故事，而非繆蓮仙，指出民國初年流傳的廣州五桂堂版本、西湖街各書坊刊行的《真好唱》等有收錄客途秋恨的書籍，都沒有繆蓮仙自述姓名的一段內容。:84-85
美國華裔學者梁培熾（1988年）在研究專著中提及自己藏有五桂堂、以文堂、醉經堂發行之單行本《客途秋恨》，還有多種版本的《粵海春秋》、清末刊行的《真好唱》皆有收錄客途秋恨。校本與注本方面，石峻據上海圖書館所藏德文堂本之《客途秋恨初校》收錄於《藝林叢錄》四編，簡又文校本收錄於臺北市出版的《廣東文獻》第一卷第三期，日本漢學家波多野太郎的校注本收錄於《東洋大學大學院紀要》第十四集:63,66,79,89-93。戲曲研究者馮公達（2017年）則指出丘鶴儔在1921年出版的《琴學新編》是「最早記錄《客途秋恨》曲文的現存文獻」，當中包括工尺譜。梁培熾亦根據上述早期版本、校本，還有較後期的《廣東大戲考》所載譚伯葉唱本，以及其他多位名家唱本進行校勘。:63-65

### 代表性演唱版本
作為名曲，歷來有不少曲藝家及粵劇伶人曾經演唱或灌錄唱片:125，當中以名伶白駒榮及新馬師曾最獲時譽:63，白駒榮是詮釋此曲的首位代表人物，魯金提到模仿馬師曾及白駒榮腔的早期歌伶白珊瑚，亦以此曲為代表作之一。人稱「慈善伶王」的新馬師曾因常在電視慈善演出中演唱此曲，其灌錄的唱片亦流傳甚廣，故最具文化影響力:125。最後一位活躍的名瞽師杜煥1970年代逝世前所留下的演唱錄音被視為十分珍貴，其中客途秋恨時被提起:275。李潔嫦曾在研究著作中對杜煥在富隆茶樓演唱客途秋恨的錄音進行唱腔分析，並與白駒榮、新馬師曾的版本相比較:82-91,144。較後期的名伶羅家寶、阮兆輝:123、文千歲、梁漢威:123之演唱均曾被學者列舉或作為研究材料；1970年代前曾灌錄此曲唱片的曲藝家則有朱頂鶴、冼幹持、譚伯葉、鍾雲山等:63。1970年代末香港藝術中心落成初期，業餘曲藝家楊秉坤曾獲邀在該中心舉行的廣東音樂演奏會中演唱客途秋恨。1980至90年代，除了阮兆輝、文千歲、梁漢威，業餘曲藝家甘明超、澳門的地水南音（失明藝人）傳人區均祥、師承杜煥的唐健垣亦被視為主要的南音傳承者，他們都曾演唱此曲。:38-50

## 本事與作者考證
客途秋恨的作者是誰，眾說紛紜，1920至70年代間爭論不休:38。對於作者的多種說法，以及今人熟悉版本中繆蓮仙與麥秋娟相戀之本事，梁培熾有專文考証、整理歷來研究者的觀點。作者的身份亦影響到對創作時間的推斷。

### 本事
繆蓮仙與麥秋娟均真有其人。繆蓮仙即繆艮，字兼山，號蓮仙子（因慕李青蓮），又號古狂，別署為雲遊道人，原籍及出生地為浙江杭郡仁和縣，生於乾隆三十一年。繆氏於嘉慶十六年到廣東，當時他已四十多歲，他輾轉於廣東各地活動至少至道光元年，即至少經歷十三年。據說他於嘉慶二十四左右遇上廣州花舫名妓麥秋娟。麥秋娟又名大安、安卿，其事見於繆氏的著作《文章游戲》及繆氏友人的文章中:67-73。

### 作者
作者說法包括繆蓮仙本人、宋湘、葉瑞伯，而梁培熾同意葉瑞伯說。其整理、分析簡述如下：
- 繆蓮仙說：否定此說的主要理由是，詞中誤將其號蓮仙說成是表字，不像本人之作；繆氏並非廣東人，四十多歲時才到廣東，不像能以粵語寫詞[4]:74-80。
- 宋湘說：宋湘是廣東文人，有說他為全篇或下卷的作者。否定此說的主要理由是，繆蓮仙到廣東時，宋湘已長期在外出仕，久未回鄉，應不知其事。[4]:81-83
- 葉瑞伯說：即葉廷瑞，號連城，字瑞伯，福建同安人，生於乾隆五十一年，卒於道光十年。葉瑞伯之姪孫葉茗孫曾於《華字日報》發表過記述葉瑞伯創作客途秋恨始末的文章，茗孫的三名子女葉筱孫、葉惠波、葉觀棪亦曾在不同年代提出葉瑞伯才是此曲的作者，並有家藏手鈔本，其中葉觀棪在1967年致其學者友人余少颿的信函成為重要文獻。葉氏後人所述的葉瑞伯生平與此曲背景吻合。1936年李希三、1956年勞緯孟（《華字日報》總編輯）在《五十年人海滄桑錄》、1971年簡又文（葉茗孫、葉筱孫舊識）在《廣東之民間文學》亦先後提出、論証此說。[4]:84-88[5]:286-287[9]

若按魯金的說法，則繆蓮仙說只是1920年代粵劇版本風行後才形成的誤會:113。王心帆亦否定繆蓮仙說:711。李潔嫦:10、陳勇新均取葉瑞伯說。1990年代後仍稱繆蓮仙為作者的有粵劇研究者胡振的《廣東戲劇史》（2000年）、粵曲撰曲家蔡衍棻的《木魚、龍舟、南音粵謳史話》（2013年），坊間亦有繆蓮仙是原作者、葉瑞伯是改編者之說。

### 創作時間與主題
據葉瑞伯後人之說，他在道光年間創作此曲:10，詞中所寫的是他自己的愛情故事。他早年在粵、桂一帶經商，愛上一名「桂河妓艇」上的湘籍妓女，後來湘桂間苗民起事，兩人自此失去聯絡。詞中提及的戰亂即指苗民起事。葉瑞伯最初只寫至「任天邊明月向着別人圓」為止（即上卷），後來一名友人看過詞稿後評為佳作，但嫌太短，辭意未完，建議續寫，當時葉瑞伯聽到三更鼓響，觸發靈感，便從「聞擊柝，夜三更......」開始創作下卷。:85-86:39-40,44-45
魯金則認為此曲寫於第二次鴉片戰爭時期（咸豐年間），表面上是情歌，實則詞中提及的戰亂是指該場戰爭，這種國仇家恨才是真正主題，當中也有詞句諷刺達官貴人只會享盡「奢華福」，不如一介青樓妓女也曉「興亡事」。:113-115

## 特色與研究

### 唱詞的文學性
此曲唱詞相對於其他南音曲目，具有較強的文學性:274。作家兼戲曲研究者潘兆賢（2001年）評道：「觀其詞句淒絕，行文婉轉多姿，富有文人氣息，而非其他俗曲鄙俚可比」:284。陳勇新指出詞中使用了宋玉、祖逖、李龜年、裴航等人物典故，又借用了「紅豆」、「桃源」等詩文意象作出婉轉表述，他評此曲「至情至性，文情並茂」:45。《多倫多文藝季》編輯黃紹明（2014年）認為將詞中雜字除去，猶如一篇近代的七言樂府，全文「充滿詩味，雅俗共賞」，並提到蔡衍棻曾讚譽當中的佳句。

### 作為南音研究的材料
南音與粵曲「梆黃」（板腔）的句式均分為多組上、下句，但平仄規律有別。戲曲研究者馮公達以客途秋恨為例，談論粵曲演唱者將南音納入粵音梆黃演唱時期的磨合情況（近1920年代起）。 他指出南音的上句須以上平聲作結，下句則須以下平聲作結，且須押韻，有別於梆黃的上句須以仄聲作結。現存南音唱本，如丘鶴儔《琴學新編》所錄的客途秋恨，都有不少句子以仄聲作結，丘鶴儔認為仄聲作結之句應視為半句，或稱重上句。丘鶴儔所錄客途秋恨反映了磨合時期的面貌，馮公達未得見更早版本以比較變化。
李潔嫦以客途秋恨（杜煥演唱版本）及另一曲目霸王別姬為例，分析地水南音（失明藝人）的風格。南音是先有詞後有曲，且可能有即興創作的旋律，客途秋恨在其著作中用於講解唱詞基本結構，分析板面（類似前奏）及過序（類似間奏）的處理，探討語言聲調、語言節奏與唱腔、旋律的關係。:55-92

### 個別詞語
「把那災星魔障兩不相牽」一句，白駒榮版將「魔」（陰平）唱作「磨」音（陽平），方言學者陳志清對此作過考證，認為在1782年前粵語「魔」與「磨」同讀作陰平調，最遲在五十年後，名詞「魔」讀作陰平調，動詞「魔」仍讀作陽平調，後逐漸演變為名、動詞均一律讀作陰平調。

## 衍生作品
1920年代，由編劇黃少拔改編成粵劇《客途秋恨》，開山版本由白駒榮演繆蓮仙、陳非儂演麥秋娟；並加入了其他真實人物為配角，包括兩廣總督徐廣縉、錢江、陳開，以加強歷史背景。
1931年被改編為同名默片《客途秋恨》，由薛兆榮（薛紹榮）演繆蓮仙、立健嫻演麥秋娟:63:5。及後兩度改編為同名有聲電影，分別為1936年的《客途秋恨》，由白駒榮、關影憐等主演:63:25；1949年的《客途秋恨》，由新馬師曾、周坤玲等主演:63。
1950年代，梁啟超門人伍百年，聯同女畫家潘峭風，按原曲之意，繪撰為圖文並茂的抒情小說（梁培熾稱畫作名為《客途秋恨抒情畫》:63），刊載於《自然日報》副刊，多年後集結成書。

## 流行文化中的應用
1987年香港電影《胭脂扣》以1930年代塘西妓女的愛情悲劇為題材，片中主角妓女如花（梅艷芳飾演）、其戀人十二少（張國榮飾演）多次唱出此曲。:125
1990年香港同名電影《客途秋恨》是以異鄉客為題材的時裝電影，身為中日混血兒的導演許鞍華將自身經歷改編到片中，並以白駒榮演唱的此曲版本貫穿全片。:125-126
2001年中國內地及臺灣合拍電視劇集《小寶與康熙》，故事背景為康熙年間，早於此曲所知的創作時代。於妓院出身的主角韋小寶以此曲首句「涼風有信，秋月無邊，虧我思嬌嘅情緒，好比度日如年」作為自己口頭禪的開端（其後部分則並非出於此曲），雖然這種創作被人詬病為風馬牛不相及，但由於當時該劇在香港甚受歡迎，令此曲首句一度成為風靡兒童的流行語。:126
2001年香港無綫電視懷舊劇集《七姊妹》，將繆蓮仙與麥秋娟的故事代入香港七姊妹傳說中，由江華演繆蓮仙、向海嵐演麥秋娟的亡魂，在劇中客途秋恨由繆蓮仙創作。
2024年香港電影《破·地獄》以香港殯儀業為題材，片中飾演喪禮經紀人魏道生的黃子華及飾演喃嘸師傅郭文的許冠文因合唱此曲而一拍即合，並成為生意拍檔。導演陳茂賢重視「今日天隔一方難見面，是以孤舟沉寂，晚景涼天」一句。

## 外部連結
- 白駒榮 1950年代版本
- 杜煥南音
- 香港記憶 - 杜煥演唱《客途秋恨》選段